# Alpha Code
Alpha Code es una película de thriller, misterio y ciencia ficción de 2020, dirigida por Keoni Waxman, que a su vez la escribió junto a Milan Friedrich y protagonizada por Bren Foster, Denise Richards y Randy Couture, entre otros. El filme fue realizado por Alpha Hollywood Studios, Hollywood Stars, Film Production Prague, Actionhouse Pictures y Hollywood Media Bridge, se estrenó el 1 de julio de 2020.

## Sinopsis
Johana se oculta de un agente de la ONU, Bowie, el jefe de un programa espacial confidencial. En su recorrido conoce a Martin y con la colaboración de Lance, excompañero de Bowie, ambos cooperan con Martin para localizar a su hija mitad extraterrestre.